# Klavieraccordeon
Een klavieraccordeon is de meest gebruikte soort accordeon en wordt aan de rechterhand bespeeld met een klavier zoals dat gebruikelijk is op een piano. De linkerhand speelt - ook bij een klavieraccordeon - een knoppenmatrix waarmee akkoorden gevormd kunnen worden. De toonomvang van een klavieraccordeon wordt beperkt door de noodzakelijke breedte van de toetsen. Een grote 120-bas klavierakkordeon heeft een omvang van ca 3 1/2 octaaf, kleinere (48-bas) ca 2 octaven.